# Ddu-Du Ddu-Du
"Ddu-Du Ddu-Du" (hangul: 뚜두뚜두; estilizado em letras maiúsculas) é uma canção do grupo feminino sul-coreano Blackpink, lançado em 15 de junho de 2018 pela YG Entertainment. Escrita por Teddy Park e produzida por ele ao lado de 24, Bekuh Boom e R.Tee, a música atua como a faixa-título do extended play de estreia coreano do grupo, Square Up, lançado simultaneamente com o single."
O single foi um sucesso comercial, chegando ao topo da Gaon Digital Chart por 3 semanas consecutivas. O videoclipe que o acompanha foi lançado no mesmo dia e tornou-se o vídeo online mais visto, e o segundo videoclipe mais assistido de todos os tempos em 24 horas no momento do seu lançamento. Desde então, ele se tornou o primeiro e mais rápido videoclipe de um grupo de K-pop a atingir 1 bilhão de visualizações, e atualmente é o videoclipe mais visto por um grupo de K-pop no YouTube. Em julho de 2020, já possuia mais de 1,2 bilhões de visualizações no YouTube.
Uma versão remix de future bass e hip hop da música foi lançada como faixa bônus no próximo EP do grupo, Kill This Love, em 5 de abril de 2019. A música também é destaque no quarto episódio da terceira temporada da série da Freeform, The Bold Type.

## Composição
"Ddu-Du Ddu-Du" é escrita principalmente na tonalidade de mi menor enquanto se empresta algumas notas da escala modo frígio a 140 batidas por minuto. Ela usa as notas da escala mi eólio e frígio durante toda a música. O single começa com mi menor para introdução e o verso até que seja modulado para a tecla relativa de Sol maior para o pré-refrão.
O single é descrito pela Billboard como "uma faixa hip-hop cheia de carisma"," que é "acompanhada de ritmos de trap"." A Forbes observou que a música combina "batidas nítidas com trap, ganchos de sintetizador arejados e melodias vocais contagiosas." Foi escrita e produzida por Teddy e co-produzida por Bekuh Boom, 24 e R.Tee.

## Videoclipe
No dia 15 de junho, às 18h KST, "Ddu-Du Ddu-Du" foi lançada junto com seu videoclipe através de vários portais de música, incluindo o Melon na Coreia do Sul e o iTunes para o mercado global. O videoclipe estreou no Mnet.
Em 18 de junho, o vídeo de prática de dança para "Ddu-Du Ddu-Du" foi lançado no canal oficial do Blackpink no YouTube e no V Live. Em maio de 2020, o vídeo de prática de dança já havia recebido mais de 300 milhões de visualizações no YouTube.
O videoclipe tornou-se o vídeo online mais assistido nas primeiras 24 horas por um ato coreano e o segundo videoclipe mais assistido de todos os tempos na época fazendo mais de 36,2 milhões de visualizações em 24 horas após o lançamento, superando "Gentleman" de Psy e atrás apenas de "Look What You Made Me Do" de Taylor Swift. O videoclipe também atingiu 100 milhões de visualizações em apenas 10 dias, fazendo de "Ddu-Du Ddu-Du" o único videoclipe de um grupo de K-pop a alcançar o feito em tão curto espaço de tempo. Em novembro de 2018, cinco meses após o lançamento do vídeo, ele se tornou o videoclipe mais rápido de um grupo de K-pop a atingir 500 milhões de visualizações, e se tornou o quinto vídeo de K-pop mais visto de todos os tempos na época. Em 13 de janeiro de 2019, o vídeo se tornou o videoclipe mais rápido de um grupo de K-pop a atingir 600 milhões de visualizações e o segundo videoclipe de um grupo de K-pop a atingir esse marco. Em 21 de janeiro, o vídeo se tornou o videoclipe mais visto por um grupo de K-pop no YouTube, com 620,9 milhões de visualizações; desde o seu lançamento, o vídeo teve uma média de 2,5 milhões de visualizações por dia, com 1,95 milhão de visualizações diárias em janeiro de 2019. Em 9 de março de 2019, o videoclipe alcançou 700 milhões de visualizações, tornando-se o primeiro videoclipe de um grupo de K-pop a atingir 700 milhões de visualizações no YouTube. Em 12 de maio de 2019, o videoclipe alcançou 800 milhões de visualizações no YouTube, tornando-o o primeiro grupo de K-pop a fazer isso. No dia 11 de novembro de 2019, 18:50 no KST, o videoclipe ultrapassou 1 bilhão de visualizações, sendo o primeiro grupo de K-pop, o segundo grupo feminino e o quarto grupo a fazê-lo. Em março de 2020, o vídeo ultrapassou 1,1 bilhão de visualizações. Em junho de 2020, o vídeo ultrapassou 1,2 bilhão de visualizações.
A Rolling Stone o nomeou como o oitavo melhor videoclipe de 2018, descrevendo-o como "uma façanha de loucos, criatividade maximalista que inclui o melhor uso de um tanque em um videoclipe desde o Make' Em Say Uhh! do Master P".

## Desempenho comercial
Dentro de sua primeira hora de lançamento, a música estreou no 1º lugar nas 5 principais paradas musicais da Coreia e no 2º lugar em uma. Ela alcançou o status perfect all-kill, um status em que uma música está no topo de todas as paradas simultaneamente, diariamente e em tempo real, além do iChart semanal. A música conseguiu 93 perfect all-kills por hora, o maior para qualquer grupo feminino sul-coreano, e o segundo maior em todos os grupos, logo atrás de seus colegas de gravadora iKon, cuja música "Love Scenario" teve 204 perfect all-kills por hora. A música liderou a Gaon Digital Chart por um total de 3 semanas consecutivas. Ela também obteve as pontuações mais altas em uma única semana para uma música, com 81 milhões de índices digitais na segunda semana. Em agosto de 2019, a música superou 1,1 bilhão de índices digitais na Gaon Chart.
Em novembro de 2018, a música teve o certificado de platina na Gaon por ter mais de 100.000.000 de streams. Em abril de 2019, foi certificado pela Gaon como platina por vender mais de 2.500.000 downloads.  A música foi certificada em ouro pela Associação Americana da Indústria de Gravação (RIAA) em 22 de agosto de 2019, por 500.000 unidades de equivalente único, o que a torna a primeira música de um grupo feminino sul-coreano a receber uma certificação RIAA.

## Promoção
Blackpink promoveu a música em vários programas musicais na Coreia do Sul, incluindo Show! Music Core e Inkigayo.
Em 12 de fevereiro de 2019, Blackpink fez sua estreia na televisão americana no The Late Show with Stephen Colbert.

## Versão japonesa
Em 17 de agosto, foi anunciado que a versão japonesa da música seria lançada fisicamente em 22 de agosto. Inclui todas as músicas do EP Square Up. Foi lançado em três formatos: CD+DVD, CD e um CD para cada integrante.
O single estreou no número 6 na Oricon Daily Singles Chart e chegou ao número 2 em seu sexto dia com 3.725 cópias vendidas. O single estreou no número 7 da Oricon Weekly Singles Chart com 24.385 cópias vendidas.
A música foi colocada no número 57 da parada Billboard Japan Hot 100 Year End, sendo colocada no número 46 na Top Streaming Songs. Em outubro de 2019, o videoclipe já havia recebido mais de 7 milhões de visualizações no YouTube.

## Lista de faixas
| Download digital / somente CD |                                       |                   |                           |         |  |
| N.º                           | Título                                | Letras            | Música                    | Duração |  |
| 1.                            | "Ddu-Du Ddu-Du"                       |                   | Teddy 24 R.Tee            | 3:19    |  |
| 2.                            | "Ddu-Du Ddu-Du" (뚜두뚜두; -KR Ver.-) | Teddy             | Teddy 24 R.Tee Bekuh BOOM | 3:19    |  |
| 3.                            | "Forever Young" (-KR Ver.-)           | Teddy             | Teddy Future Bounce       | 3:57    |  |
| 4.                            | "Really" (-KR Ver.-)                  | Teddy Danny Chung | Teddy Choice37            | 3:19    |  |
| 5.                            | "See U Later" (-KR Ver.-)             | Teddy R.Tee 24    | R.Tee 24                  | 3:18    |  |
| Duração total:                | Duração total:                        | Duração total:    | Duração total:            | 14:03   |  |

| CD+DVD (vídeos) |                                        |         |  |
| N.º             | Título                                 | Duração |  |
| 1.              | "Ddu-Du Ddu-Du" (Music Video)          |         |  |
| 2.              | "Ddu-Du Ddu-Du" (MV Behind The Scenes) |         |  |
| 3.              | "Ddu-Du Ddu-Du" (Dance Practice Video) |         |  |
| Duração total:  | Duração total:                         | 14:03   |  |

## Prêmios e indicações
| Ano  | Organização                   | Prêmio                                       | Resultado | Ref.                 |
| ---- | ----------------------------- | -------------------------------------------- | --------- | -------------------- |
| 2018 | Melon Music Awards            | Canção do Ano                                | Indicado  | [ 34 ]               |
| 2018 | MBC Plus X Genie Music Awards | Dance Track (Feminino)                       | Indicado  | [ 35 ]               |
| 2018 | MTV Video Music Awards Japan  | Best Dance Video                             | Venceu    | [ 36 ]               |
| 2018 | Mnet Asian Music Awards       | Melhor Video Musical                         | Indicado  | [ 37 ]               |
| 2018 | Mnet Asian Music Awards       | Melhor Performance de Dança - Grupo Feminino | Indicado  | [ 37 ]               |
| 2018 | Mnet Asian Music Awards       | Canção do Ano                                | Indicado  | [ 37 ]               |
| 2019 | Gaon Chart Music Awards       | Canção do Ano - Junho                        | Venceu    | [ 38 ] [ 39 ] [ 40 ] |
| 2019 | Golden Disc Awards            | Bonsang Digital                              | Venceu    | [ 41 ]               |
| 2019 | Teen Choice Awards            | Canção Choice: Grupo                         | Venceu    | [ 42 ]               |

### Prêmio de Popularidade do Melon
| Prêmio                         | Data                | Ref.   |
| ------------------------------ | ------------------- | ------ |
| Prêmio Semanal de Popularidade | 2 de julho de 2018  | [ 43 ] |
| Prêmio Semanal de Popularidade | 9 de julho de 2018  | [ 43 ] |
| Prêmio Semanal de Popularidade | 16 de julho de 2018 | [ 43 ] |

### Listas de fim de ano
| Crítico/Publicação | Lista                                                                                        | Posição | Ref.   |
| ------------------ | -------------------------------------------------------------------------------------------- | ------- | ------ |
| Hypable            | 10 grandes músicas de K-Pop de 2018 para adicionar à sua lista de reprodução de final de ano | 2       | [ 44 ] |
| The New York Times | As 65 melhores músicas de 2018                                                               | 31      | [ 45 ] |
| Paper              | As 20 melhores músicas de K-Pop de 2018                                                      | 13      | [ 46 ] |
| YouTube Rewind     | Top 10 videoclipes mais populares da Coreia de 2018                                          | 2       | [ 47 ] |
| Rolling Stone      | Os 10 Melhores Videoclipes de 2018                                                           | 8       | [ 20 ] |
| i-D                | tudo o que aconteceu com o k-pop em 2018                                                     | —       | [ 48 ] |

| Publicação | Lista                               | Posição / Ano | Ref.   |
| ---------- | ----------------------------------- | ------------- | ------ |
| British GQ | Melhores músicas de K-Pop da década | Ano de 2018   | [ 49 ] |

### Prêmios do programas musicais
| Programa               | Data                | Ref.   |
| ---------------------- | ------------------- | ------ |
| Show! Music Core (MBC) | 23 de junho de 2018 | [ 50 ] |
| Show! Music Core (MBC) | 30 de junho de 2018 | [ 51 ] |
| Show! Music Core (MBC) | 7 de julho de 2018  | [ 52 ] |
| Show! Music Core (MBC) | 14 de julho de 2018 | [ 53 ] |
| Inkigayo (SBS)         | 24 de junho de 2018 | [ 54 ] |
| Inkigayo (SBS)         | 1 de julho de 2018  | [ 55 ] |
| Inkigayo (SBS)         | 8 de julho de 2018  | [ 56 ] |
| M Countdown (Mnet)     | 28 de junho de 2018 | [ 57 ] |
| M Countdown (Mnet)     | 5 de julho de 2018  | [ 58 ] |
| M Countdown (Mnet)     | 12 de julho de 2018 | [ 59 ] |
| Music Bank (KBS)       | 29 de junho de 2018 | [ 60 ] |

## Desempenho nas tabelas musicais

### Tabelas semanais
| Tabela musical (2018)                          | Melhor posição |
| ---------------------------------------------- | -------------- |
| Canadá (Canadian Hot 100)                      | 22             |
| China (QQ Music)                               | 2              |
| Coreia do Sul (Hot 100)                        | 1              |
| Coreia do Sul (Gaon)                           | 1              |
| Escócia (Scottish Singles Chart)               | 32             |
| Estados Unidos (Billboard Hot 100)             | 55             |
| Estados Unidos (Billboard World Digital Songs) | 1              |
| França (SNEP)                                  | 95             |
| Japão (Japan Hot 100)                          | 7              |
| Malásia (RIM)                                  | 1              |
| Nova Zelândia (RMNZ)                           | 2              |
| Reino Unido (UK Singles Chart)                 | 78             |
| Rússia (Tophit)                                | 43             |
| Singapura (RIAS)                               | 1              |

### Tabelas de fim de ano
| Tabela musical (2018) | Posição |
| --------------------- | ------- |
| Japão (Japan Hot 100) | 57      |
| Coreia do Sul (Gaon)  | 5       |
| Tabela musical (2019) | Posição |
| Coreia do Sul (Gaon)  | 92      |

## Certificações
| País                  | Certificação | Unidades certificadas/vendas |
| --------------------- | ------------ | ---------------------------- |
| Coreia do Sul (KMCA)  | Platina      | 2,500,000                    |
| Estados Unidos (RIAA) | Ouro         | 500,000                      |
| Streaming             |              |                              |
| Coreia do Sul (KMCA)  | Platina      | 100,000,000                  |

## Histórico de lançamento
| Região        | Data                | Formato(s)                 | Gravadora        | Ref.   |
| ------------- | ------------------- | -------------------------- | ---------------- | ------ |
| Várias        | 15 de junho de 2018 | Download digital streaming | YG Entertainment | [ 81 ] |
| Coreia do Sul | 20 de junho de 2018 | CD                         | YG Entertainment | [ 82 ] |